# Langhügel von Tinnum
Der Langhügel von Tinnum ist ein archäologischer Fundort der Trichterbecherkultur (TBK) im Areal des Flugplatzgeländes, nördlich der Ortslage Tinnum auf Sylt in Schleswig-Holstein. Die unter dem Begriff Typ Konens Høj (deutsch „Frauen Hügel“ - benannt nach einem Fundort) bekannten Langhügel wurden bisher fast nur auf der Kimbrischen Halbinsel gefunden, einer auch auf Fünen. Neolithische Monumente sind Ausdruck der Kultur und Ideologie neolithischer Gesellschaften. Ihre Entstehung und Funktion gelten als Kennzeichen der sozialen Entwicklung.

## Beschreibung
Der etwa um 3500 v. Chr. entstandene Langhügel wird bezogen auf die Typologie als Vorläufer der Großsteingräber betrachtet. Das mehrphasig genutzte, in West-Ost-Orientierung angelegte, Langbett hat jetzt eine Länge von 30 m und eine (für die Gattung übergroße) Breite von 13 m bei 2,1 m Höhe. Die an den Ecken abgerundeten Langseiten verlaufen nur annähernd parallel. Die oberflächlich stark angegrabene Hügelschüttung aus gelbbraunem, etwas lehmigem Sand hat fast überall dünne dunkelbraune Streifen (Podsolierung).
Eine megalithische Einfassung ist gemäß der Untersuchung von Gisela Asmus aus dem Jahr 1940 (ähnlich wie bei Barkjær) nicht vorhanden. Streng genommen gehört es daher nicht zum Typ Hünenbett ohne Kammer. Trotzdem stufen es Jutta Roß und andere in diese Gattung ein.
Der Kernhügel ist etwa 14 m × 5,0 m groß und 0,8 m hoch, mit flacher Oberfläche. Er hatte eine rechteckige Einfassung aus partiell kopfgroßen und größeren Rollsteinen, die schräg zur Mitte aufsteigend übereinander geschichtet und an der Südseite relativ gut erhalten war. Die Steine der auf einer Länge von etwa 4,5 m erhaltenen Nordseite der Einfassung waren nur doppelfaust- bis kopfgroß. Anscheinend wurde die Steinpackung gegen den bestehenden Hügel gelegt.

## Funde
Nahe dem Ostende des Kernhügels, etwa einen Meter von den Seiten entfernt, wurde eine West-Ost-orientierte Grabgrube entdeckt. Sie hatte auf den Langseiten eine Einfassung aus faust- bis kopfgroßen Rollsteinen, die etwa 0,15 m unter der Hügelbasis lag. Die 3,4 m × 1,85 m große Einfassung war auf der Nordseite zweireihig, im Süden einreihig. Innerhalb wurden Verfärbungen eines vermoderten Holzsarges (1,75 m lang, etwa 0,6 m × 0,6 m mit schwach gewölbtem Boden) beobachtet. Das östliche Ende war gerundet, während die Westseite nicht mehr erkennbar war. Ob es sich um einen Baum- oder Bohlensarg handelte, ließ sich ebenfalls nicht entscheiden. Vor dem westlichen Ende der Sargspuren lag quer zur Längsachse des Sarges eine zweite Verfärbung, deren Bedeutung ungeklärt blieb. Nahe dem Westende wurden Gefäßscherben gefunden, die zum Teil mit Wickelschnureindrücken verziert waren. In der Mitte des Grabes lag ein dünnnackiges Feuersteinbeil. Im östlichen Hügelbereich lagen nahe beieinander ein weiteres dünnnackiges Beil, mehrere Gefäßscherben und etwas Holzkohle (Beigaben bzw. Reste einer gestörten Bestattung). Südöstlich des Zentralgrabes fanden sich Scherben eines Trichterbechers. Auf dem Westteil der südlichen Einfassung lag oberhalb des Kernhügels der Nacken eines Randleistenbeils aus Bronze.